# Duitsland op het Eurovisiesongfestival 2024

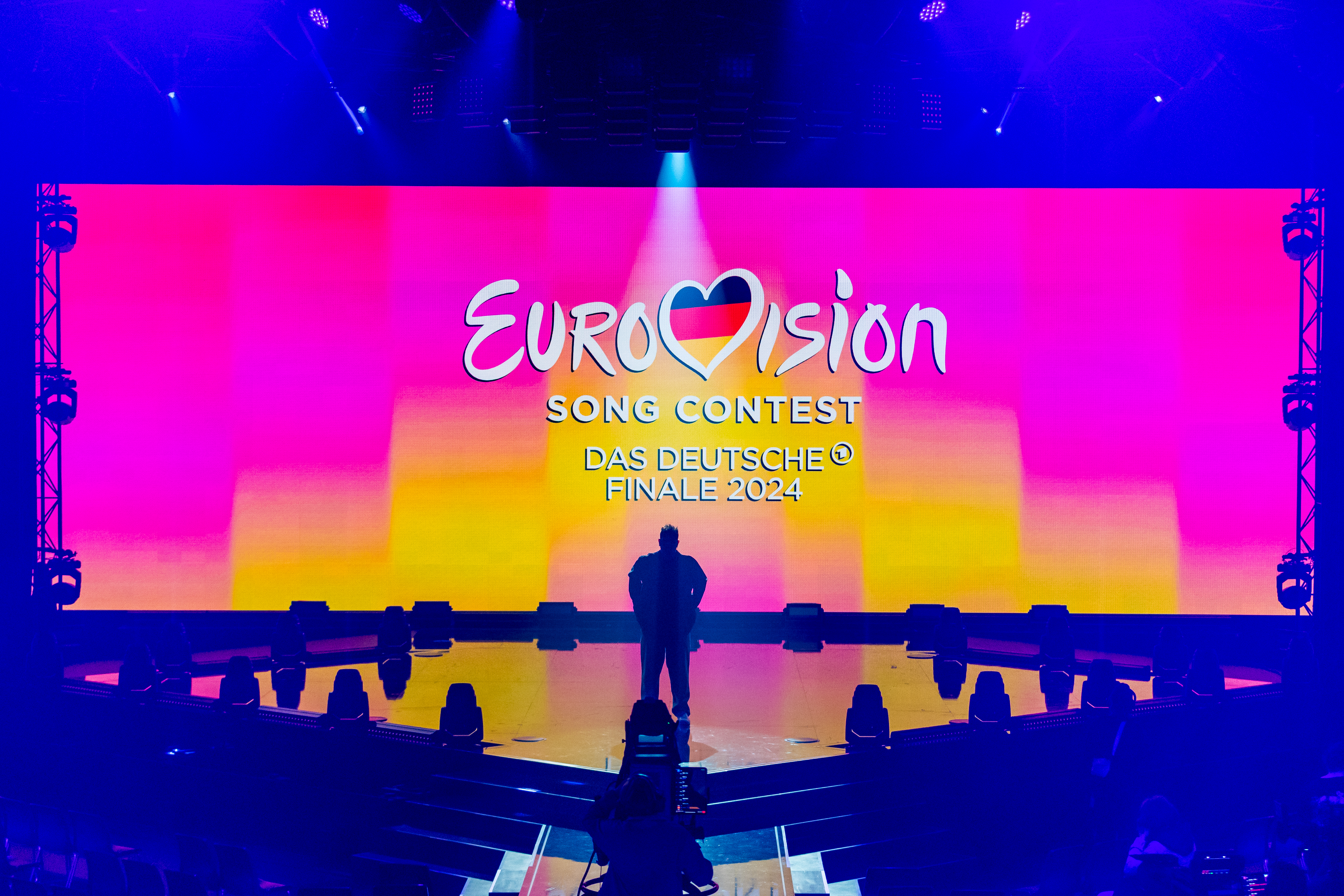
Podium van Das Deutsche Finale 2024.

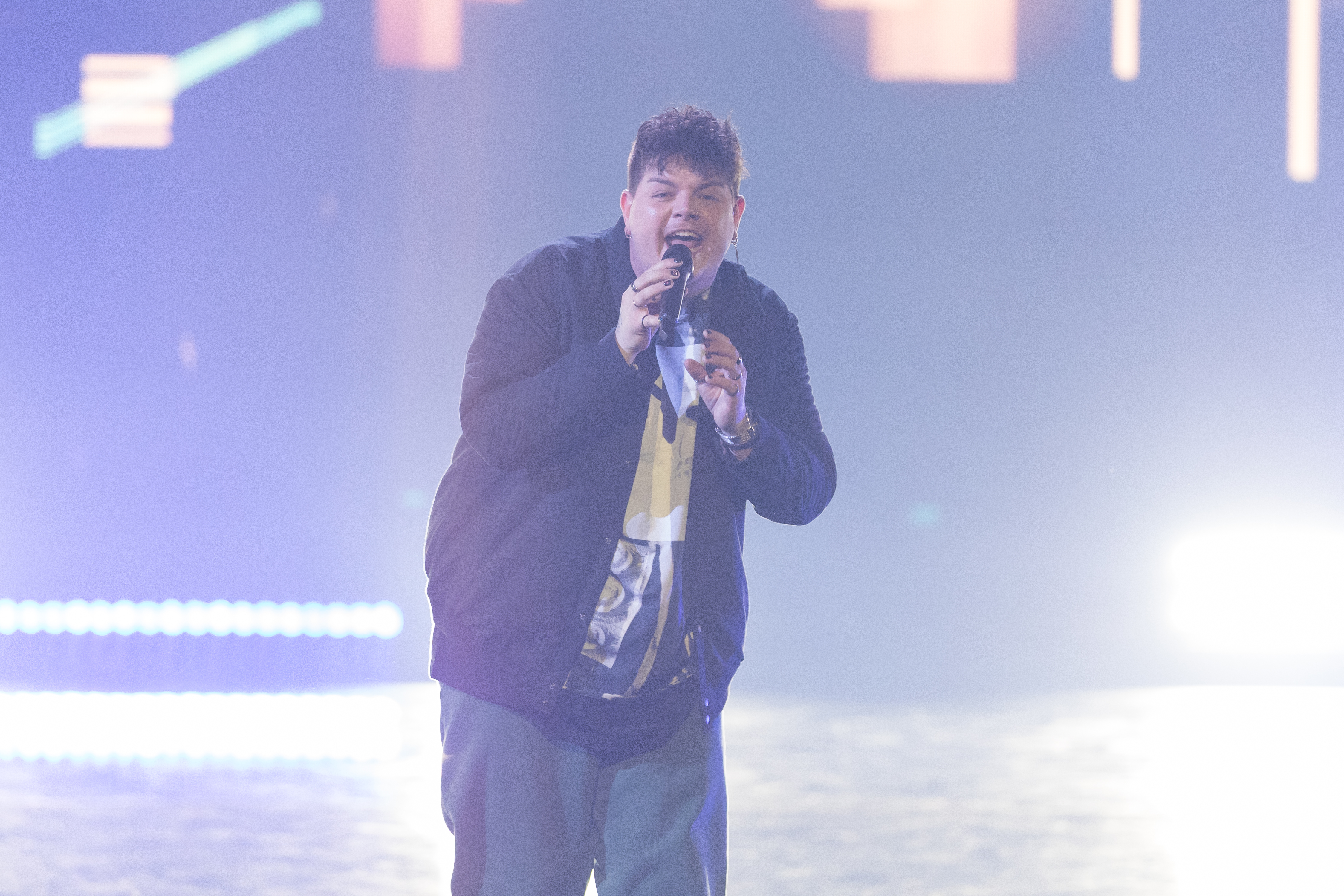
Isaak won met zijn lied Always on the run Das Deutsche Finale 2024.

Duitsland nam deel aan het Eurovisiesongfestival 2024 in Malmö, Zweden. Het was de 67ste deelname van het land aan het Eurovisiesongfestival. De ARD was verantwoordelijk voor de Duitse bijdrage voor de editie van 2024.

## Achtergrond
Op 7 september 2023 opende de Duitse omroep NDR de zoektocht voor het Eurovisie Songfestival in Malmö. Artiesten uit een breed scala aan genres werd aangemoedigd om deel te nemen en waarbij zij zich konden aanmelden met of zonder eigen nummer. Artiesten zonder liedjes werden bij aanmelding verzocht een video toe te voegen waarin hun vocale vaardigheden werden gedemonstreerd. Op 5 oktober werd de inschrijving gesloten. Op 5 december werd bekend dat de selectie voor 2024 uitgebreid werd met een wildcardshow. De normale finale vindt plaats op 16 februari, maar één kandidaat werd gekozen op donderdag 8 februari tijdens de finale van Ich will zum ESC!. In deze reeks werden vijftien kandidaten begeleid door Rea Garvey en Eurovisie-winnares Conchita Wurst. De uiteindelijke vier finalisten brachten live hun nummer voor het songfestival in Malmö, Floryan werd uiteindelijk gekozen met het nummer Scars.
In totaal namen 9 kandidaten het tegen elkaar op in de nationale finale, waaronder de uit Nederland afkomstige Bodine Monet, Max Mutzke die Duitsland in 2004 al eens vertegenwoordigde en Marie Reim, de dochter van Michelle (Eurovisie 2001) en Matthias Reim. De show werd net als voorgaande jaren gepresenteerd door Barbara Schöneberger. De winnaar werd bepaald door acht internationale jury’s (uit Oostenrijk, Zwitserland, IJsland, Kroatië, Zweden, Litouwen, Spanje en het Verenigd Koninkrijk) en televoting. Na de 8 jury’s werden de punten omgerekend naar 1-6, 8, 10 en 12 punten. De televoting werd op dezelfde wijze bekendgemaakt. Maximaal zijn er dus 24 punten te behalen. Bij een gelijke stand wordt het lied dat van de televoting de meeste punten kreeg als winnaar uitgeroepen. Aan het eind van de avond werd Isaak als winnaar uitgeroepen, zowel van de vakjury als de televoting kreeg hij het maximaal aantal punten. 
Tijdens het Eurovisiesongfestival 2023 werd de band Lord Of The Lost 26e en laatste in Liverpool met Blood and glitter. Duitsland wist de afgelopen acht edities slechts één keer hoger te komen dan een 25e plaats. Dat was in 2018 toen Michael Schulte 4e werd met You let me walk alone.

## Das Deutsche Finale 2024
16 februari 2024
| Plaats | Artiest      | Lied              | Jury | Televoting | Totaal |
| ------ | ------------ | ----------------- | ---- | ---------- | ------ |
| 1      | Isaak        | Always on the run | 12   | 12         | 24     |
| 2      | Max Mutzke   | Forever strong    | 10   | 10         | 20     |
| 3      | Ryk          | Oh boy            | 5    | 8          | 13     |
| 4      | Bodine Monet | Tears Like Rain   | 8    | 4          | 12     |
| 5      | Galant       | Katze             | 6    | 5          | 11     |
| 6      | Marie Reim   | Naiv              | 4    | 6          | 10     |
| 7      | NinetyNine   | Love on a Budget  | 3    | 3          | 6      |
| 8      | Floryan      | Scars             | 1    | 2          | 3      |
| 8      | Leona        | Undream you       | 2    | 1          | 3      |

## In Malmö
Als lid van de vijf grote Eurovisielanden mag Duitsland automatisch deelnemen aan de grote finale, op zaterdag 11 mei 2024. 
Isaak trad aan als 3de kandidaat, na Oekraïne en voor Luxemburg. Na verschillende slechte scores in de afgelopen jaren zette Isaak een knappe 12de plaats neer, mede dankzij de vakjury's. Always on the Run scoorde 117 punten. 
1956 · 1957 · 1958 · 1959 · 1960 · 1961 · 1962 · 1963 · 1964 · 1965 · 1966 · 1967 · 1968 · 1969 · 1970 · 1971 · 1972 · 1973 · 1974 · 1975 · 1976 · 1977 · 1978 · 1979 · 1980 · 1981 · 1982 · 1983 · 1984 · 1985 · 1986 · 1987 · 1988 · 1989 · 1990 · 1991 · 1992 · 1993 · 1994 · 1995 · 1996 · 1997 · 1998 · 1999 · 2000 · 2001 · 2002 · 2003 · 2004 · 2005 · 2006 · 2007 · 2008 · 2009 · 2010 · 2011 · 2012 · 2013 · 2014 · 2015 · 2016 · 2017 · 2018 · 2019 · 2020 · 2021 · 2022 · 2023 · 2024 · 2025
Albanië · Armenië · Australië · Azerbeidzjan · België · Cyprus · Denemarken · Duitsland · Estland · Finland · Frankrijk · Georgië · Griekenland · Ierland · IJsland · Israël · Italië · Kroatië · Letland · Litouwen · Luxemburg · Malta · Moldavië · Nederland · Noorwegen · Oekraïne · Oostenrijk · Polen · Portugal · San Marino · Servië · Slovenië · Spanje · Tsjechië · Verenigd Koninkrijk · Zweden · Zwitserland